# Station Burnley Manchester Road
Burnley Manchester Road is een spoorwegstation van National Rail in Burnley, Burnley in Engeland. Het station is eigendom van Network Rail en wordt beheerd door Northern Rail. 